# Дюсембаев, Гумар Ислямович
Гумар Ислямович Дюсембаев (каз. Ғұмар Исламұлы Дүйсембаев, род. 17 октября 1956 года, Бурлинский район, Западно-Казахстанская область, Казахская ССР, СССР) — казахстанский государственный деятель, депутат сената парламента Казахстана от Атырауской области (2017—2023).

## Биография
В 1978 году окончил Западно-Казахстанский сельскохозяйственный институт по специальности «инженер-механик», в 1999 году — Академию труда и социальных отношений по специальности «юрист-правовед».
1972—1982 гг. — преподаватель, секретарь комитета комсомола Уральского техникума механизации сельского хозяйства.
1982—1995 гг. — главный инженер, секретарь парткома, заместитель председателя, председатель колхоза.
1995—1996 гг. — председатель агроассоциации «Бурлинская».
1996—1997 гг. — первый заместитель акима Бурлинского района.
1997—2001 гг. — аким Бурлинского района.
2001—2002 гг. — заведующий отделом ТЭК и строительства аппарата акима Западно-Казахстанской области.
2002—2004 гг. — директор департамента промышленности и ТЭК Западно-Казахстанской области.
2004—2007 гг. — начальник управления предпринимательства и промышленности Западно-Казахстанской области, директор департамента предпринимательства и промышленности Западно-Казахстанской области.
Май 2007 года — март 2008 года — директор департамента энергетики и коммунального хозяйства Западно-Казахстанской области.
Март 2008 года — январь 2012 года — начальник управления энергетики и коммунального хозяйства Западно-Казахстанской области.
Январь — август 2012 года — первый заместитель акима Западно-Казахстанской области.
Август 2012 года — июнь 2017 года — первый заместитель акима Атырауской области.
В 2017—2023 годах — депутат сената парламента Республики Казахстан от Атырауской области.

## Награды
- Орден «Парасат».
- Орден «Курмет».
- Медаль «10 лет независимости Республики Казахстан».
- Почётная грамота Совета Межпарламентской Ассамблеи государств — участников Содружества Независимых Государств (27 ноября 2020 года, Межпарламентская ассамблея СНГ) — за активное участие в деятельности межпарламентской Ассамблеи и её органов, вклад в укрепление дружбы между народами государств — участников Содружества Независимых Государств[3].